# Motor Sich
OAO Motor Sich (en ucraniano: ОАО «Мотор Січ»; Bolsa de valores ucraniana (PFTS): MSICH) es una de las fábricas piloto en el mundo en la elaboración, la producción, la reparación y servicio de motores de aviación de turbina de gas para aviones y helicópteros, también hacen turbinas de gas para instalaciones industriales. Se encuentra en Ucrania.

## Producciones de la empresa

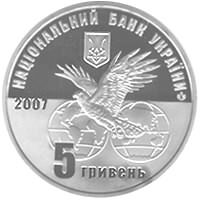
Moneda conmemorativa ucraniana de los 100 años de la Motor Sich (anverso).

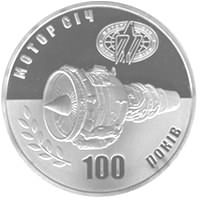
Moneda conmemorativa ucraniana de los 100 años de la Motor Sich (reverso).

### Motores de aviones
- Turborreactores: Аi-25, Аi-25TP/ТPК/ТPSH, Мc-400, D-36, D-436T1/T2, D-18Т, D-436ТP, Аi-22, Аi-222-25, Ai-222-25F.
- Turboventilado:D-27
- Turbohélice:Аi-20, Аi-24, ТV3-117VMА-СVМ1

### Motores de helicópteros
- Motor de turbinas ТV3-117VМ, ТV3-117VМА, D-136, VК-1500VМ, VК-1500VК, VК-2500, ТV3-117VМА-CVМ1В, Аi-450

### Instalaciones auxiliares
- Motores Ai-8 de turbina de gas Аi-9, Аi-9V, Аi9-3V, Аi-450-МС

### Motores terrestres de turbina de gas
- D-36 con potencia de 6.3w.
- Ai-336 con potencia de 8w.
- Ai-336-1/-2-10.

### Centrales eléctricas de turbina de gas
- Motor Sich EG-1000.
- PAES-2500, EG-2500.
- Motor Sich EG-8000.

### Mercancías de consumo público
- Motor de lancha Motor Sich-40.

## Estructura de la empresa
En la composición de la sociedad por acciones "Motor Sich" entran las siguientes unidades estructurales situadas en el territorio de Ucrania:

### Fábrica de construcción de motores en Zaporizhia
La historia de la fábrica principal tiene origen en el momento de la organización en 1907 en Aleksandrovsk (desde 1921 — Zaporozhia) de la fábrica "Дека" (Puente, en ruso). Es la unidad estructural principal de la empresa y hace motores de aviación, realiza su reparación y servicio, fabrica las tracciones para los grupos de máquinas que hacen funcionar a los petroleros, generadores  móviles automatizados, y una serie de las mercancías del consumo público.

### Fábrica de construcción de maquinaria de Zaporozhia de V.I.Omelchenko
En relación con la asimilación del gran volumen de producción de los motores D-18T fueron construidas la nueva estación de prueba, el taller de fundición moderno de la fundición para las aleaciones termorresistentes y una serie de otros talleres, que fomaban en 1988 la fábrica de construcción de maquinaria de Zaporozhia. La base de la actividad de la fábrica es la fundición (fabricación de espátulas por el método de fundición por  cristalización dirigida) y la prueba de los motores D-18T. En la fábrica se preparan generadores de turbina de gas de 1000, 6000 kW.

### Fábrica de construcción de maquinaria Snezhnjanski (SMZ)
En 1970 en Snizhne (óblast de Donetsk) era organizada la primera filial de la fábrica, que en 1974 era transformada en la fábrica de construcción de maquinaria Snezhnjansky. SMZ era una fábrica especializada en la producción de las espátulas de los motores de turbina de gas. La fábrica produce para los motores de avión, discos de los compresores, espátulas de los compresores y las turbinas, además de otros tipos de maquinaria.

### Compañía aérea Motor Sich
La compañía aérea "Motor Sich"  fue creada en 1984 y es una de las subdivisiones de la sociedad por acciones "Motor Sich". La compañía aérea está equipada con aviones de pasajeros, de transporte y helicópteros. El parque de aviones de la compañía aérea componen: Yak-40, Yak-42, An-12, An-24, An-26, An-74Tk-200, An-140.